# Калінінград (порт)
Порт Калінінгра́д (рос. Порт Калинингра́д; LOCODE: RU KGD) — російський порт на південно-східному узбережжі Балтійського моря; єдиний російський порт на Балтиці, що не замерзає.

## Розташування
Порт Калінінграду знаходиться у північно-східній частині Куршської затоки, у гирлі річки Преголя, у західній частині міста Калінінград. Має доступ до Балтійського моря через Калінінградський морський канал та Балтійську протоку.
Порт має вигідне розташування. Відстань до столиць держав, що знаходяться поблизу, — Вільнюса, Риги, Мінська, Варшави, Берліна, Копенгагена та Стокгольма, — становить від 315 до 1460 км, а до найбільших іноземних портів на Балтиці — від 67 (Гданськ) до 730 (Оулу) морських миль. Порт Калінінград пов'язаний контейнерними лініями із портами Нідерландів, Великої Британії, Німеччини, Польщі, Фінляндії, Латвії, Естонії, Швеції, Данії, Норвегії, Франції та Литви.

## Загальна характеристика
Порт Калінінграда територіально поділяється на чотири вантажних райони: Калінінградський, Свєтловський та Балтійський вантажний райони та віддалений вантажний район Піонерський. Причали порту загальною протяжністю 17 км розташовані на північній стороні Калінінградського морського каналу, а також у гирловій частині річки Преголя з прилягаючими гаванями. Ще 5 нових терміналів перебувають на стадії будівництва та проєктних розробок. Акваторії рибного і торгового портів межують одна з одною та включають три штучні гавані: Вольну, Індустріальну, Лісову та частину річки Преголя.
Порт Калінінграду має у своєму складі незалежні частини, найбільші серед яких — торговельний порт, річковий та рибний порти. Іншими важливими частинами є балтійська перевалочна нафтова компанія, портова перевалочна база нафти та елеватор. Раніше у калінінградському порті діяла верф «Янтар», що знаходилася у його південно-західній частині. Верф проводила виробництво та ремонти у широкому напрямку: торгових суден, військових кораблів, металевих конструкцій та кораблів із алюмінієвих сплавів.
Західну частину порту займає нафтобаза (Калининградская портовая нефтебаза).
Порт може приймати морські судна з максимальною осадкою 8 м; також приймає судна завдовжки 170 м та завширшки 27 м. Танкери, що заходять до порту, можуть бути 140 м завдовжки і 25 м завширшки.
17 різних стивідорних компаній надають послуги з перевалки вантажів: нафтопродуктів, вугілля, коксу, лісових вантажів і вантажів лісопереробки (пиломатеріали, фанера, целюлоза, папір), чорних металів, феросплавів, мінеральних добрив (рідких, навалом та у роздрібній упаковці), зернових вантажів. Основним продуктом, що експортується та імпортується через порт, є металопрокат.
У 2013 році планувалося почати проєктування глибоководного порту, будівництво якого мало початися за наявності приватних інвесторів. Було оголошено, що зацікавленими у цьому були інвестори з Китаю та Білорусі. Глибоководний порт є необхідним тому, що порт Калінінграду є особливо незручним — від нього до воріт порту біля Балтійського одностороннього судноплавного каналу доводиться плисти навіть 30 км.

## Історія

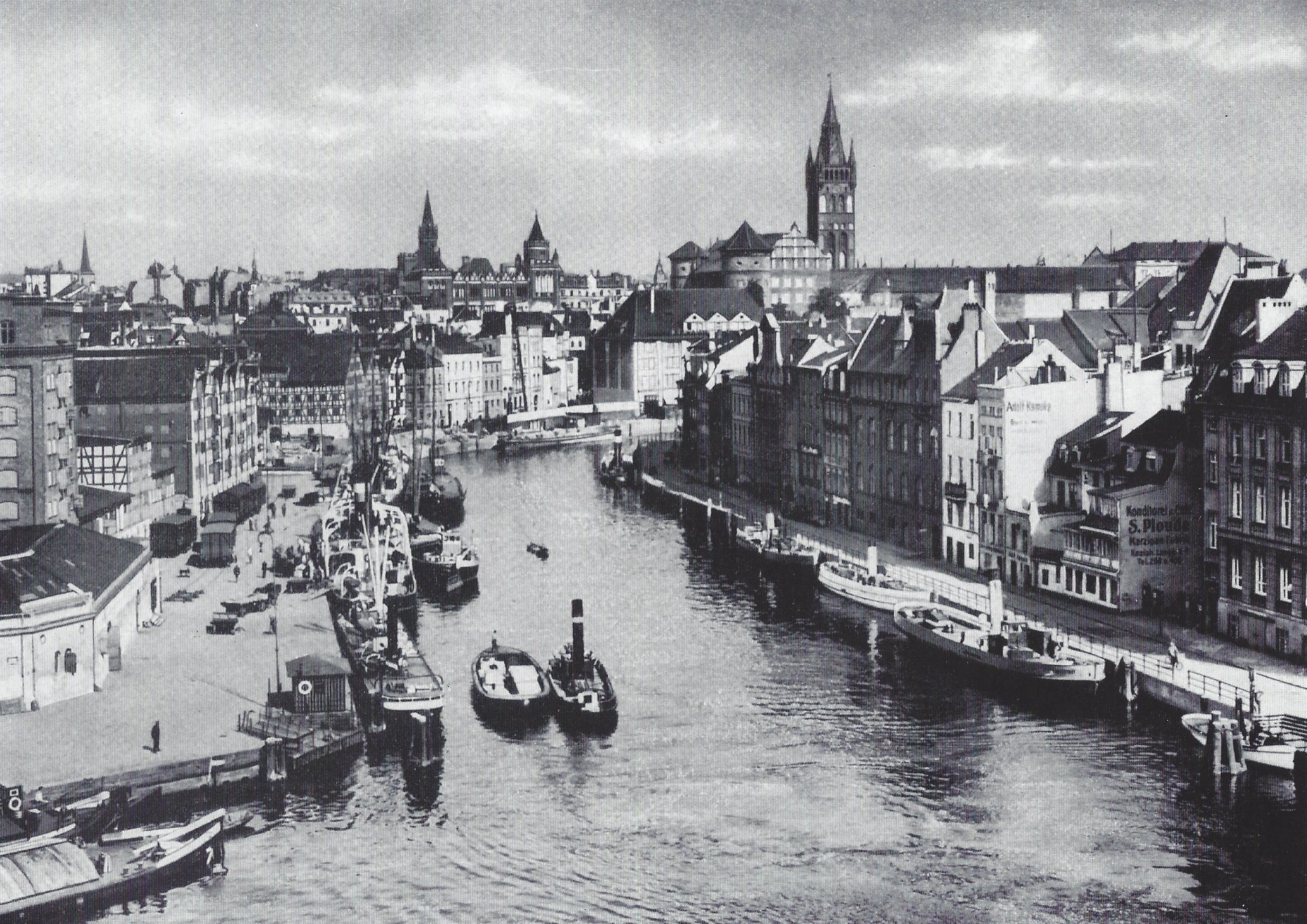
Хундегатт – старий порт на новому Прегелі (північному руслі Преголі) в Кенігсберзі

Перша згадка про перший порт Кенігсберга (початкова назва Калінінграда) датується 1339 роком; цей рік вважається роком заснування торговельного порту.
Століттям пізніше було розширено ділянку річки Преголі (німецькою — Прегель) у районі старого міста та районі Кнайпгоф. Власне порт Кенігсберга був заснований у 1724 році, коли райони старого міста (Альтштадт), Лебеніхт та Кнайпгоф об'єдналися у місто Кенігсберг. Після Першої світової війни на заході міста були споруджені три нові гавані.

### Внутрішньоміський порт

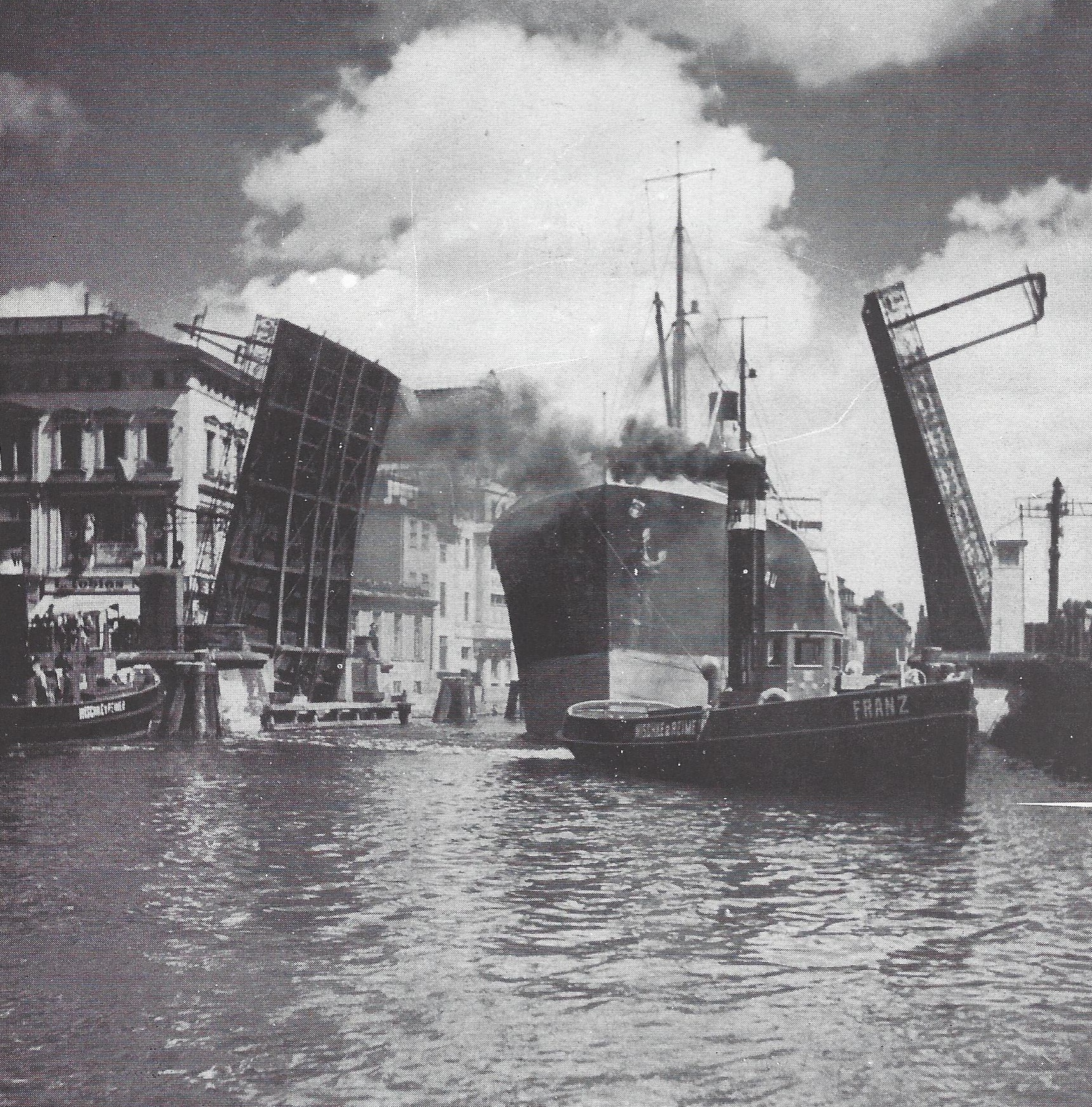
Міст Кремерсбрюке (зараз Лавочний міст) у центрі міста

Порт Кенігсберга здійснював міжрегіональне сполучення вже у Середні віки. Тевтонський орден не лише торгував через великих скарбників у Кенігсберзі бурштином, міддю, воском та хутром, зерном та деревиною, а й був одним із найбільшим торгових підприємств свого часу, у той час, як міська торгівля належала Ганзі. Вже у 1339 році до неї доєднався район Альтштадт (старе місто), а пізніше Кнайпгоф; Лебеніхт лише тимчасово належав до неї. У 1440 році на річці Прегель уздовж набережних Альтштадту та Кнайпгофа було проведено роботи з поглиблення дна.
Велася торгівля оселедцем, деревиною, золою, дьогтем, хутром та льоном в обмін на сіль, тканини, рис та вино. У 1365 році великий магістр Вінріх фон Кніпроде надав місту штапельне право, яке у 1518 році підтвердив великий магістр Альбрехт. У 1526 році Густав І Ваза відкрив для торговців із Кенігсберга усі шведські порти. У 1608 році до міста прибуло 614 голландських кораблів із сіллю та зерном. У 1623 році було експортовано 500 тисяч бушелів зерна. У 1682 році за рішенням Кнайпгофської міської ради по берегах Прегеля було прокладено дамбу, яка згодом, у 1736 році, була подовжена до затоки.
У 1772 році торгівля сіллю стала привілеєм для перевізників солі у новому (прусському) Товаристві морської торгівлі. У 1782 році Фрідріх II підтвердив штапельне право. У 1784 році експорт 3 мільйонів бушелів зерна приніс 400 тисяч талерів.
У 1811 році уряд Східної Пруссії передав управління кенігсберзьким та піллауським портами Кенігсберзькому купецькому зібранню. У 1818 році до Кенігсберзького порту зайшло 320 торговельних суден.
Кримська війна у 1855 році спричинила зростання торгівлі. У 1866 році у Кенігсберзі існували такі фірми-експортери зерна, як Fr. Laubmeyer, Riebensahm & Biehler та Gicycki & Schröter; остання також займалася торгівлею оселедцем та залізом. Також існувало 6 гуртових торгівель барвником індиго та 7 — чаєм. У 1880 році було продано 227 тисяч центнерів чаю. Через торгівлю з Російською Імперією (1894) Кенігсберг став більшим прохідним портом та місцем світової торгівлі сочевицею. 
У 1895 році загальний об'єм морського імпорту склав 447 309 тонн на 1503 пароплавах та 712 вітрильних суднах; морський експорт склав 610 324 тонни на 1478 пароплавах та 694 вітрильних суднах відповідно. На противагу цьому залізничний імпорт та експорт склали 734 886 т та 364 153 т відповідно. У 1897 році тонна жита коштувала 115 марок, а тонна картоплі — 62,5 марки. У 1904 році було засновано торговельний суд.

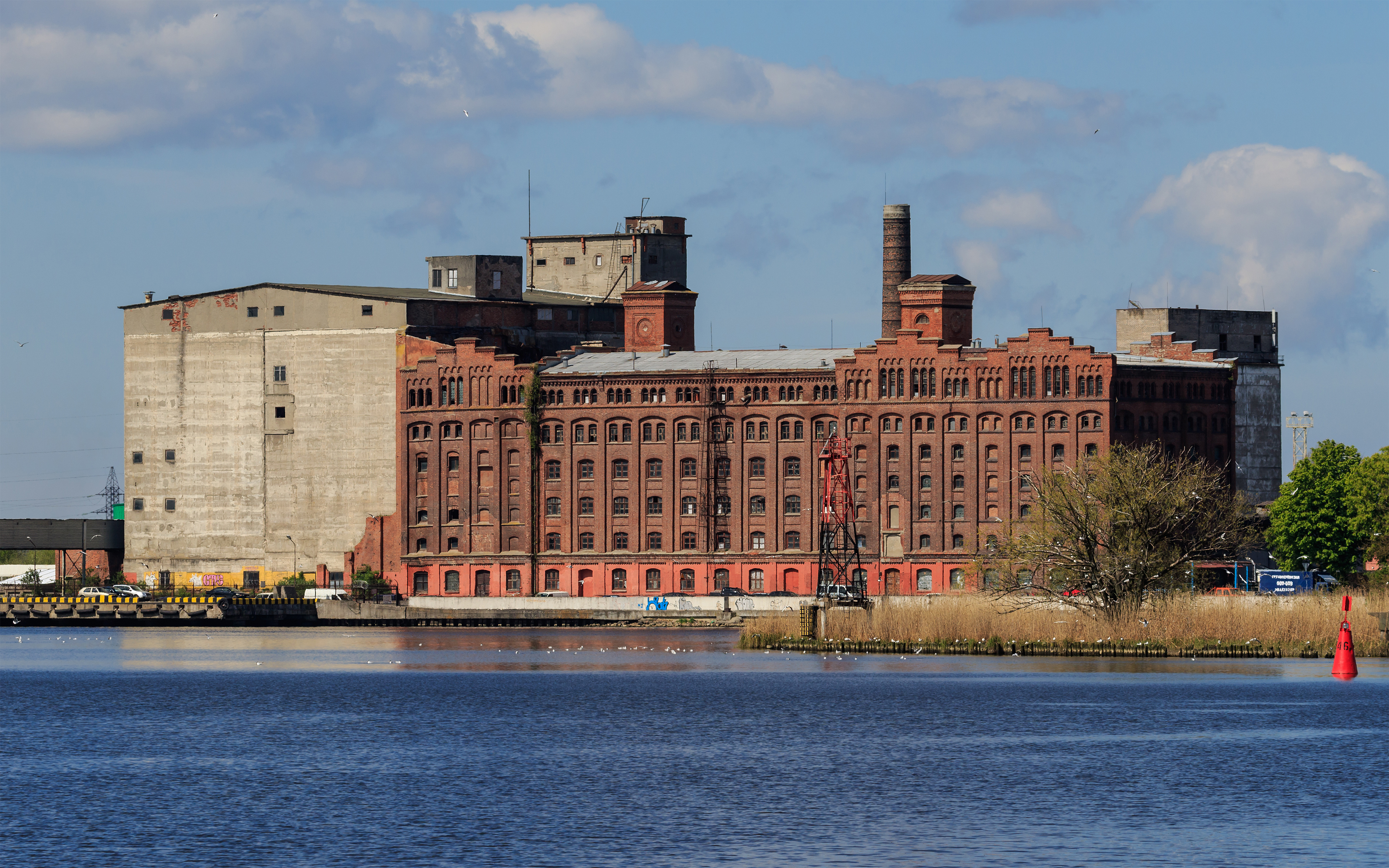
Млин — одна із портових споруд німецької побудови, що збереглася донині

У 1897 році на набережній Прегеля також були збудовані зерносховище та вальцовий млин. Окрім цього, магістрат Кенігсберга ухвалив рішення про розширення портових споруд та відвів для спорудження п'яти гаваней площу у 220 га. Проте будівельні роботи з розширення старого порту, що почалися у 1904 році, були припинені у 1915 році через Першу світову війну, і були відновлені лише у 1921 році.
У 1930 році Кенігсберг знову став місцем світової торгівлі бобовими культурами. У 1932 році морський обіг товарів складав 1,7 млн т, а залізничний — 1,2 млн т. У 1938 році морський обіг товарів склав вже 4,6 млн т, у той час, як залізничний — 2,6 млн т.

#### Корабельне сполучення
У 1730 році до порту Кенігсберга зайшли 872 кораблі. У 1800 році із нього вийшли 684 судна. У 1811 році портові активи були передані кенігсберзьким купцям. У 1828 році до Кенігсберга зайшло судно Copernicus — перший пароплав, збудований у місті Ельбінг. У 1839 та 1840 роках між Кенігсбергом, Піллау та Данцигом регулярно курсували парові судна Anna Henriette та Gazelle. У 1855 році між Кенігсбергом та Тильзитом курсував перший залізний пароплав Schnell. У 1866 році Карлом Генріхом Буровим та Робертом Кляйєнштюбером було засноване Товариство порятунку тих, кто зазнав корабельної трощі (нім. Verein für die Rettung Schiffbrüchiger). Моторне рятівне судно, що стояло у Піллау, мало назву «Консул Кляйєнштюбер». У 1872 році із порту Кенігсберга вийшло 3741 судно. У 1882 році через Прегель почали ходити перші парові пороми. У 1901 році було відкрито Кенігсберзький морський канал. У 1904 році був збудований зал верфі та відкритий розширений внутрішній порт. У 1917 році мали бути споруджені нові будівлі для розширення порту. Для морської торгівлі Кенігсберга діяли вантажні причали у Хундегатті та морський порт у Піллау. У старому місті на березі Прегеля знаходився рибний ринок, до якого із Віслинської затоки приходили вітрильні баржі із рибою. Особливе значення також мала пароплавна компанія Robert Meyhoefer.

### Нові портові зони

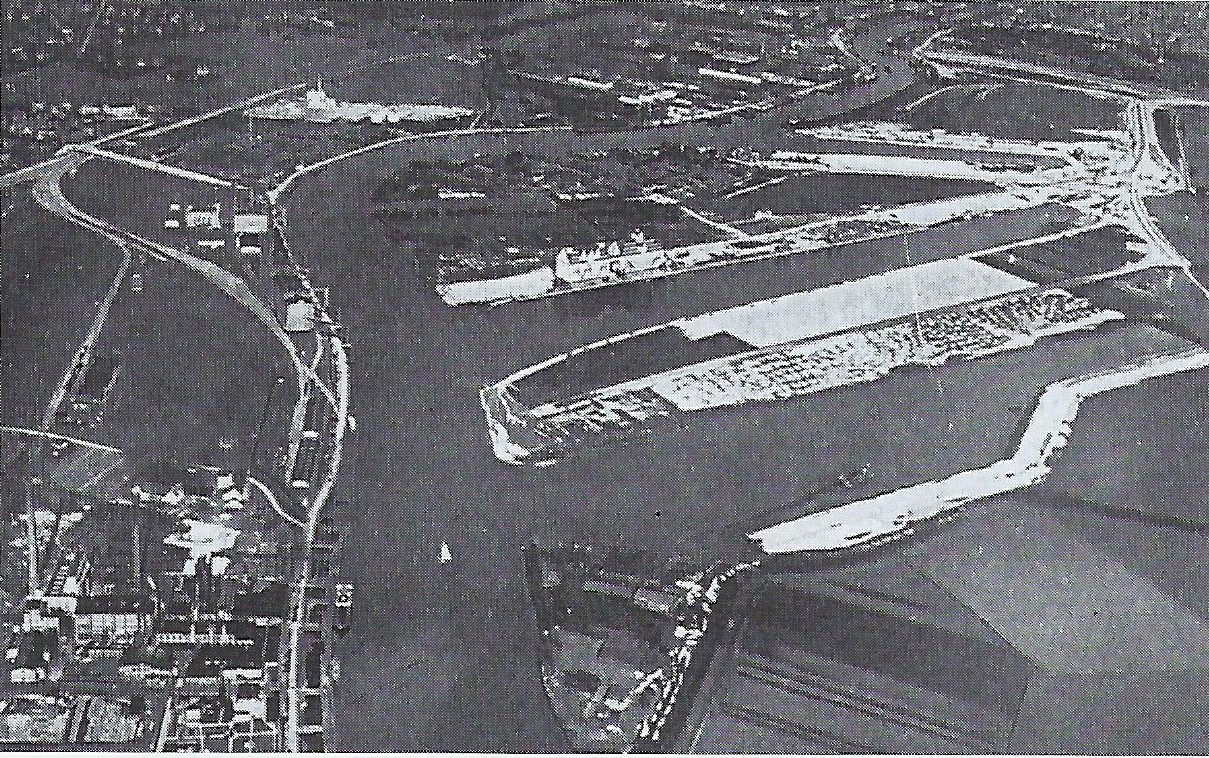
Промисловий та лісовий порт на Прегелі

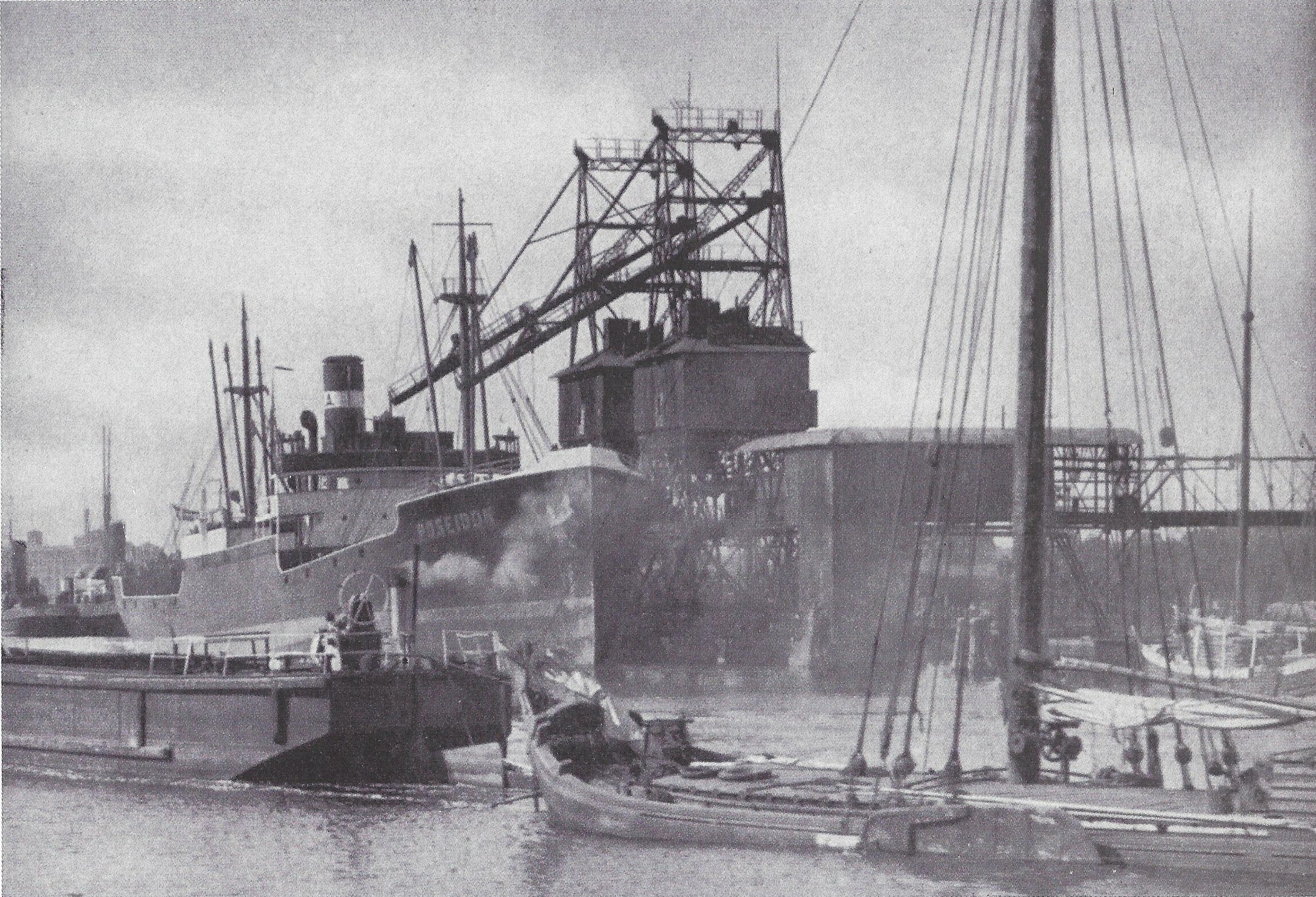
Перевалка вантажів

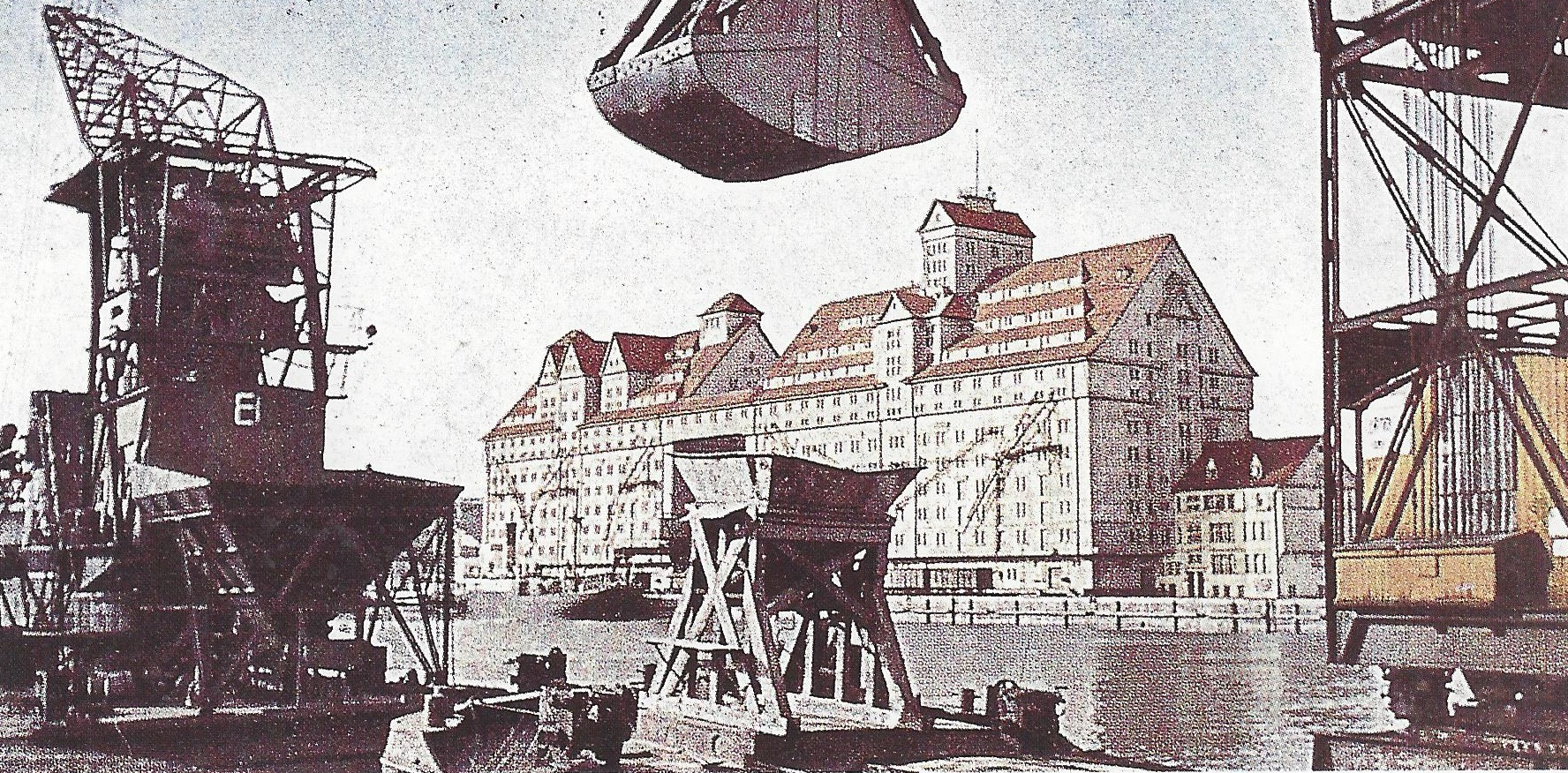
Вежі для зберігання у промисловому порті (збереглися донині)

Відділення Східної Пруссії від імперських територій Німеччини після Версальського договору вимагало розвитку кенігсберзького порту до великого морського порту. У районі Контінен було збудовано три гавані: торговий, індустріальний та лісовий порт. Для Східної Пруссії морське та повітряне сполучення з іншими імперськими територіями у період з 1920 року до початку Польської кампанії було важливим фактором для економічного життя регіону. У 1921 році розбудова порту почалася із нових гаваней — промислової та торгової — у низовині Прегеля. Новий порт був відкритий під час міського свята на честь філософа Іммануїла Канта 13 червня 1924 року. Глибина набережних становила 8 м, а їх стіни були 7,8 км завдовжки. Складський простір займав 100.000 м3. Станом на 1930 рік у Кенігсберзі був найсучасніший порт, незважаючи на те, що із всіх запланованих гаваней у ньому збудували лише 3. У 1938 році сполучення зросло на 4210 суден.
У 1924 році у низовині Прегеля була споруджена нова морська пристань. Вирішальною причиною для цього був Польський коридор зі своїми складними та вразливими до порушень митними контролями. До того суто річковий порт на Прегелі перетворився на один із найсучасніших на той момент морських портів на Балтійському морі. Було споруджено три гавані зі складськими будівлями та новітніми вантажними установками. Нова гавань III зі своїми складами діяла для перевезень невеликих вантажів, а у 1939-1940 роках у її західній стороні з'явився склад для зерна. Гавань IV, у якій виник найбільший склад зерна у Європі, слугувала винятково для торгівлі зерном, а гавань V на самому заході порту — для торгівлі деревиною. Новий порт наразі мав стіни набережної завдовжки більше 8 км, 160 000 м2 очищувальних та складських просторів, холодильний склад, резервуарний парк, 30 механічних кранів та портову залізницю. Завдяки подальшому поглибленню морського каналу на 8 м у 1930 році морське сполучення території порту Кенігсберга значно покращилося. Навіть у найсуворіші зими фарватер лишався відкритим завдяки криголамам. У 1930-х роках порт вважався найсучаснішим на Балтійському морі із показником у 4210 суден, які вийшли з порту у 1938 році. Втім, як і раніше, на новому Прегелі морські кораблі до 3000 БРТ могли йти через усе місто. Старого Прегеля до самих деревообробних фабрик могли дістатися і океанічні судна.
Особливою перевагою порту Кенігсберга на відміну від інших портів на північному сході була його доступність та прохідність навіть узимку. Новий кенігсберзький торговий, промисловий, лісовий та вільний порт, який містив п'ять великих гаваней, зі своїми сучасними складами зерна (найбільшими у Європі), які уможливлювали швидку механізовану перевалку, очищення та обробку зерна вважався найсучаснішим портом на Балтійському морі. У 1938 році обіг морського сполучення складав 3,9 млн тонн, обіг внутрішньоводного сполучення річок Прегеля, Дайме, Мемеля, каналів Гросс-Фрідріхсграбен і Мазурського каналу та Куршської затоки — 3400 барж та 950 тис. тонн.

### Піллау
Для пасажирських суден відправним пунктом було місто Піллау (нині Балтійськ). Під час Східно-Прусської операції через його порт були змушені евакуюватися сотні тисяч біженців.

## Морський торговельний порт
Під час Другої світової війни порт був значно зруйнований, проте став одним із перших цивільних підприємств, які почали функціонувати у повоєнному місті. 20 червня 1945 року вважається датою заснування Калінінградського порту на Балтійському морі.
15 вересня 1992 року у ході приватизації порт із державного підприємства був перетворений на товариство із обмеженою відповідальністю, а згодом — в акціонерне товариство «Морський торговельний порт Калінінград». Наразі підприємство має назву ВАТ «Калінінградський морський торговельний порт».
У травні 1991 року порт був відкритий для заходу іноземних суден.

### Характеристики торгового порту
Калінінградський морський торговельний порт, що знаходиться у східній частині загальної портової території та є універсальним портом, перевантажує будь-які види вантажів за винятком сирої нафти. Він займає східний пірс (півострів) та сусідні причали.
Порт має у своєму складі 20 причалів загальною довжиною більше 3 км, 18 із яких є вантажними. Для перевалки зернових вантажів та добрив використовуються спеціалізовані термінали — зерновий термінал, термінал з перевалки добрив навалом та термінал з перевалки рідких добрив, площею 40,162 тис. м², 111,5 тис. м² та 60,05 тис. м² відповідно. На території порту знаходяться 13 критих вантажних складів (включно із 3 складами-холодильниками) площею 51 026 тис. м² та відкриті склади; загальна складська площа становить 211,6 тис. м².
Окрім цього, він здійснює перевалки контейнерів, прокатних вантажів (RORO) та навалювальних вантажів.

## Морський рибний порт
Калінінградський морський рибний порт був заснований 21 липня 1947 року. 
У Східній Прусії океанічного рибальства не було. Калінінградські рибалки вирушили у першу дальню експедицію до берегів Ісландії вже у червні 1948 року.
Порт займає центральний пірс і має у своєму складі 21 причал для експортно-імпортних вантажних операцій і 5 причалів для каботажного флоту загальною довжиною 3,1 км та акваторію 28,7 га.
Порт має 3 термінали для рідких вантажів, 3 термінали для сипких вантажів та контейнеровий термінал (2 причали RORO). Загальна площа складських територій складає 80 тис. м², власне площа складів — 60 тис. м², а площа для контейнерів — 10 тис. м². Рибний порт має власні буксирувальні засоби, маневрові тепловози, залізничні під'їзні та виставочні шляхи. Загальна протяжність власного залізничного полотна складає близько 17 км.
У порті здійснюється перевалка мороженої риби та м'яса, продовольчих вантажів, насипних та упакованих добрив, контейнерів, будівельних вантажів, нафтопродуктів, наливних хімічних вантажів, вантажів інших категорій та транспортних засобів (RORO). Через кризу рибальства та пов'язане із нею зменшення рибальського флоту порт був пристосований до обслуговування різних видів вантажів. Він підготовлений до обслуговування 650 суден та понад 25 тис. вагонів на рік.
ФДУП «Калінінградський морський рибний порт» входить у число стратегічних підприємств Росії.

## Річковий порт
Калінінградський річковий порт був заснований у 1946 році. Він розташований у межах міста Калінінграда на правому березі річки Преголі у 6 км від її гирла.
Порт складається із трьох вантажних районів: прегольського (включає у себе два причали для перевалки навалочних вантажів), свєтловського (розташований на правому березі Калінінградського морського каналу у місті Свєтлому; включає у себе один вантажний та один пасажирський причал) та гравійно-сортувального заводу (включає у себе один причал, на якому здійснюється перевалка піщано-гравійної суміші).
Річковий порт здебільшого використовується для перевезень вугілля, коксу, будівельних матеріалів та зерна. Він обслуговує невеликі морські та річкові судна та барки. Загальна довжина його причалів складає 200 м, він має 6 кранів та склади для 35 тис. тонн вугілля.

## Вантажообіг порту
- У 2006 році вантажообіг зріс на 4 %, у 2007 році — на 2,6 %, а у першому кварталі 2008 року —  на 13 % у порівнянні з аналогічним періодом минулого року.
- У 2009 році він складав 12,4 млн т[18] (на 19,6 % менше, ніж у 2008 році).
- У січні-березні 2010 року — 3,7 млн т[19] (зріс на 24,8 %).

Більше половини вантажообороту порту припадає на 3 стивідорні компанії — ВАТ «Калінінградський морський торговельний порт» (близько 17 %), ТОВ «Лукойл-Калінінградморнєфть» (29 %) та ФДУП «Калінінградський морський рибний порт» (близько 19 %).
| Рік                | 2013  | 2014  | 2015  | 2016  | 2017  | 2018  | 2019  |
| ------------------ | ----- | ----- | ----- | ----- | ----- | ----- | ----- |
| Вантажообіг, млн т | ▲13,7 | ▲13,9 | ▼12,7 | ▼11,7 | ▲13,8 | ▲14,1 | ▼11,1 |

## Адміністрація порту

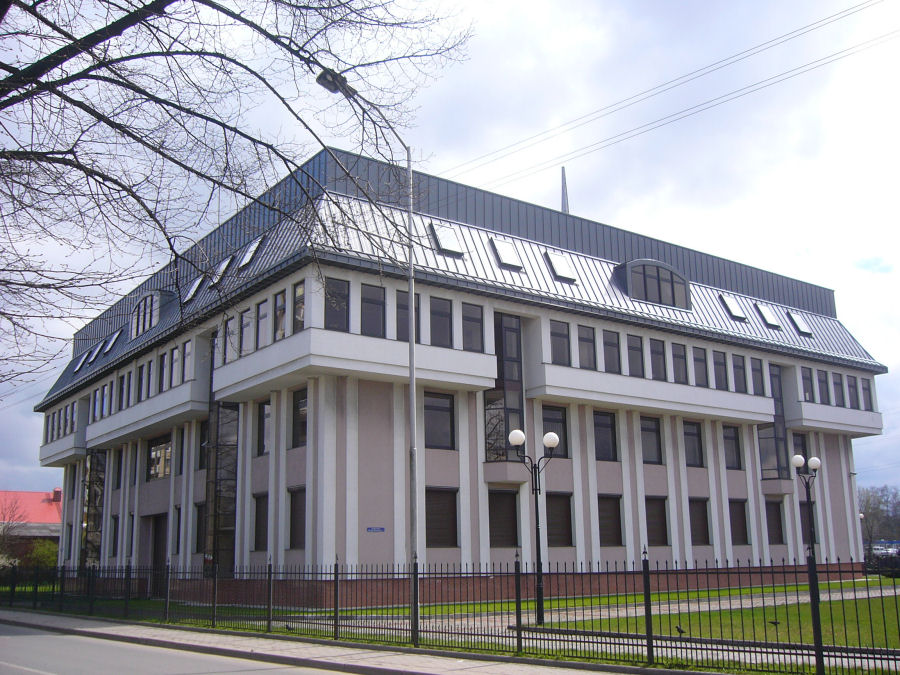
Будівля адміністрації порту

Контроль за забезпеченням порядку і дотриманням національних та міжнародних правових актів здійснює Адміністрація морського порту Калінінград. Основними функціями адміністрації порту є: забезпечення безпеки мореплавства і порядку в порті, здійснення нагляду за технічною експлуатацією портових споруд та об'єктів, адміністративно-владні повноваження (у т.ч. державна реєстрація морських суден і прав на них), координація діяльності органів виконавчої влади та господарюючих суб'єктів.
Керівництво адміністрацією порту здійснює капітан морського порту — наразі цю посаду обіймає О.Я. Шевцов.

## Калінінградський морський канал
До порту Калінінград відноситься і Калінінградський морський канал. Довжина Калінінградського морського каналу становить 43 км, ширина — від 50 до 80 м, глибина — від 9 до 10,5 м. По каналу можуть проходити судна завдовжки до 200 м, з осадкою 8 м, а на ділянці каналу завдовжки 22,6 км — з осадкою до 9,4 м та вантажопідйомністю до 30 000 тонн. Середній час проходження каналу становить 3 години.
Хоча сам порт Калінінграду не замерзає взимку, за довготривалих низьких температур на каналі з'являється лід. У таких випадках для розчищення каналу та уможливлення руху суден у порту використовують криголами; востаннє їх використовували у 1997 році.